# 厄迪库尔 (厄尔省)
厄迪库尔（法語：Heudicourt，法語發音：[ødikuʁ]）是法国厄尔省的一个市镇，属于莱桑德利区。

## 地理
厄迪库尔（49°20'14"N, 1°39'36"E）面积10.73 平方千米，位于法国诺曼底大区厄尔省，该省份为法国北部内陆省份，北起滨海塞纳省，西接奧恩省和卡爾瓦多斯省，南至厄尔-卢瓦省，东临瓦兹省、瓦兹河谷省和伊夫林省。
与厄迪库尔接壤的市镇（或旧市镇、城区）包括：贝聚-圣埃卢瓦、埃特雷帕尼、隆尚、圣但尼勒费尔芒。

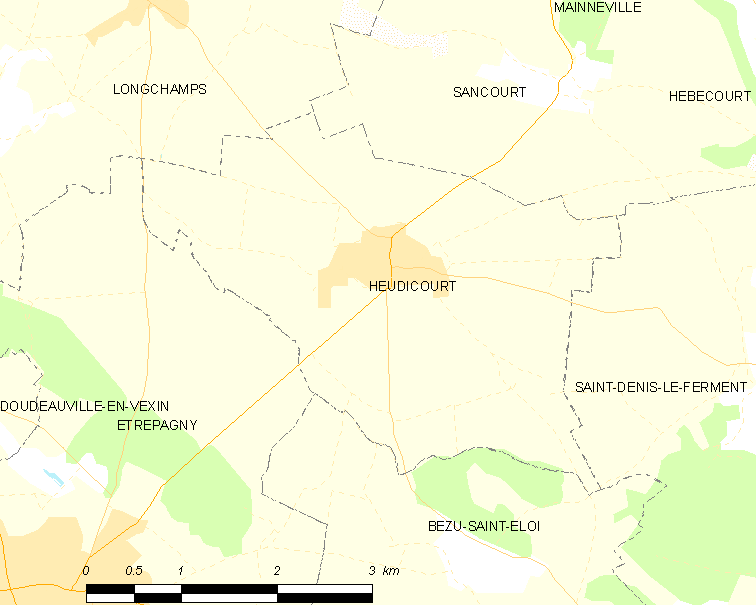
的OSM定位图

厄迪库尔的时区为UTC+01:00、UTC+02:00（夏令时）。

## 行政
厄迪库尔的邮政编码为27860，INSEE市镇编码为27333。

## 政治
厄迪库尔所属的省级选区为日索尔县。

## 人口

1962-2008年间人口变化图示

厄迪库尔于2022年1月1日时的人口数量为723人。